# Ludwig Hofmaier
Ludwig Hofmaier (* 8. Dezember 1941 in Saal an der Donau), früher auch als Handstand-Lucki bekannt, ist ein deutscher Antiquitätenhändler und ehemaliger Turner sowie Schauspieler. Seine zahlreichen Fernsehauftritte machten ihn im deutschsprachigen Raum bekannt.

## Leben
Der 1,55 Meter große Ludwig Hofmaier ist der Sohn eines Schneiders und wuchs in einer zehnköpfigen Familie auf. Er besuchte die Volksschule. Während seines Dienstes bei der Bundeswehr erreichte er den Rang eines Unteroffiziers.
1961 war Hofmaier Bayerischer Meister im Kunstturnen, zudem gewann er sechsmal die Oberpfälzische Meisterschaft. Medienberichten zufolge war Hofmaier Deutscher Meister im Geräteturnen. Er gilt als der erste Deutsche, der den Yamashita-Sprung beherrschte.
Nach seinem Gang auf den Händen – erst von Saal an der Donau nach Regensburg (20 km), dann von Regensburg nach München (132 km) – lief Hofmaier im Jahr 1967 innerhalb von drei Monaten auf den Händen die 1070 km lange Strecke von Regensburg bis Rom. Seither wird er in Mediendarstellungen als „Weltmeister im Handlaufen“ betitelt. In dem Kurzfilm Play Harlekin (1966) von Wendl Sorgend spielte er die Hauptrolle.
Hofmaier führte zwischenzeitlich drei Lokale in Regensburg, die „Kongo-Bar“ am Neupfarrplatz, das „Aquarium“ in der Pfarrergasse und die „Arco-Bräu-Stuben“ in der Adolf-Schmetzer-Straße. Ab Anfang der 1970er Jahre betrieb er die Diskothek „Apollo“ in Steinberg am See, in der unter anderem Marianne Rosenberg und die Band Middle of the Road auftraten. Später wandelte er das „Apollo“ zu einer Oben-ohne-Bar mit Einlassverbot für Minderjährige um.
Seit den frühen 1970er Jahren lebt er mit seiner Frau in Offenburg, von wo aus er sich als Antiquitätenhändler etablierte. Er verfügte über keine festen Geschäftsräume und handelte auf Flohmärkten, die er mit seinem Wohnmobil anfuhr, bis das Fahrzeug 2019 auf einer Raststätte in Flammen aufging.
Von 2013 bis 2020 erlangte Hofmaier durch seine Tätigkeit als Antiquitätenhändler in der ZDF-Fernsehreihe Bares für Rares erneut Bekanntheit. Nach langjährigen Auftritten schied er mit der Sendung vom 26. Juni 2020 aus der Reihe aus. Daneben war er Gast in Fernsehsendungen wie Haifischbar, Und Ihr Steckenpferd?, Sportschau und Aktuelles Sportstudio sowie Beat-Club, Sehsack, Inka!, Sag die Wahrheit, Markus Lanz, Willkommen bei Carmen Nebel, Wer weiß denn sowas? und Bares für Rares Österreich.